# Dobrovăț (gmina)
Dobrovăț – gmina w Rumunii, w okręgu Jassy. Obejmuje tylko jedną miejscowość Dobrovăț. W 2011 roku liczyła 2515 mieszkańców.